# Pilea tatei
Pilea tatei är en nässelväxtart som beskrevs av Ellsworth Paine Killip. Pilea tatei ingår i släktet pileor, och familjen nässelväxter. Inga underarter finns listade i Catalogue of Life.